# Mbanga
Pour les articles homonymes, voir Mbanga (homonymie).
Mbanga est une ville du Cameroun située dans le département du Moungo et la région du Littoral, sur l'axe routier Douala-Bafoussam.

## Géographie
La localité de Mbanga est située sur la route nationale 5 à 74 km au sud-ouest du chef-lieu départemental Nkongsamba. La commune s'étend au centre du département du Moungo sur la rive gauche du fleuve Moungo qui marque la limite avec la région du Sud-Ouest.
|           | Mombo     | Penja   |
| Kumba III | Mbanga    | Yabassi |
| Muyuka    | Dibombari | Bonaléa |

## Histoire
L'administration de mandat français place en 1916 la localité dans la subdivision de Nyombé et la circonscription de Douala. Mbanga devient chef-lieu de subdivision en 1923 en remplacement de Nyombé (Souza). La subdivision est transférée dans la circonscription de Nkongsamba en 1927. La commune est créée en 1954. Mbanga signifie cocotiers en langue balong.

## Démographie
Lors du recensement de 2005, la commune comptait 35 415 habitants, dont 28 306 pour Mbanga Ville, mais elle est essentiellement rurale puisque de nombreux habitants, essentiellement des hommes, sont des cultivateurs de café et de cacao destinés à l'industrie. L'agriculture vivrière qui emploie une majorité de femmes est représentée par le manioc, et des fruits, notamment l'ananas et la banane.

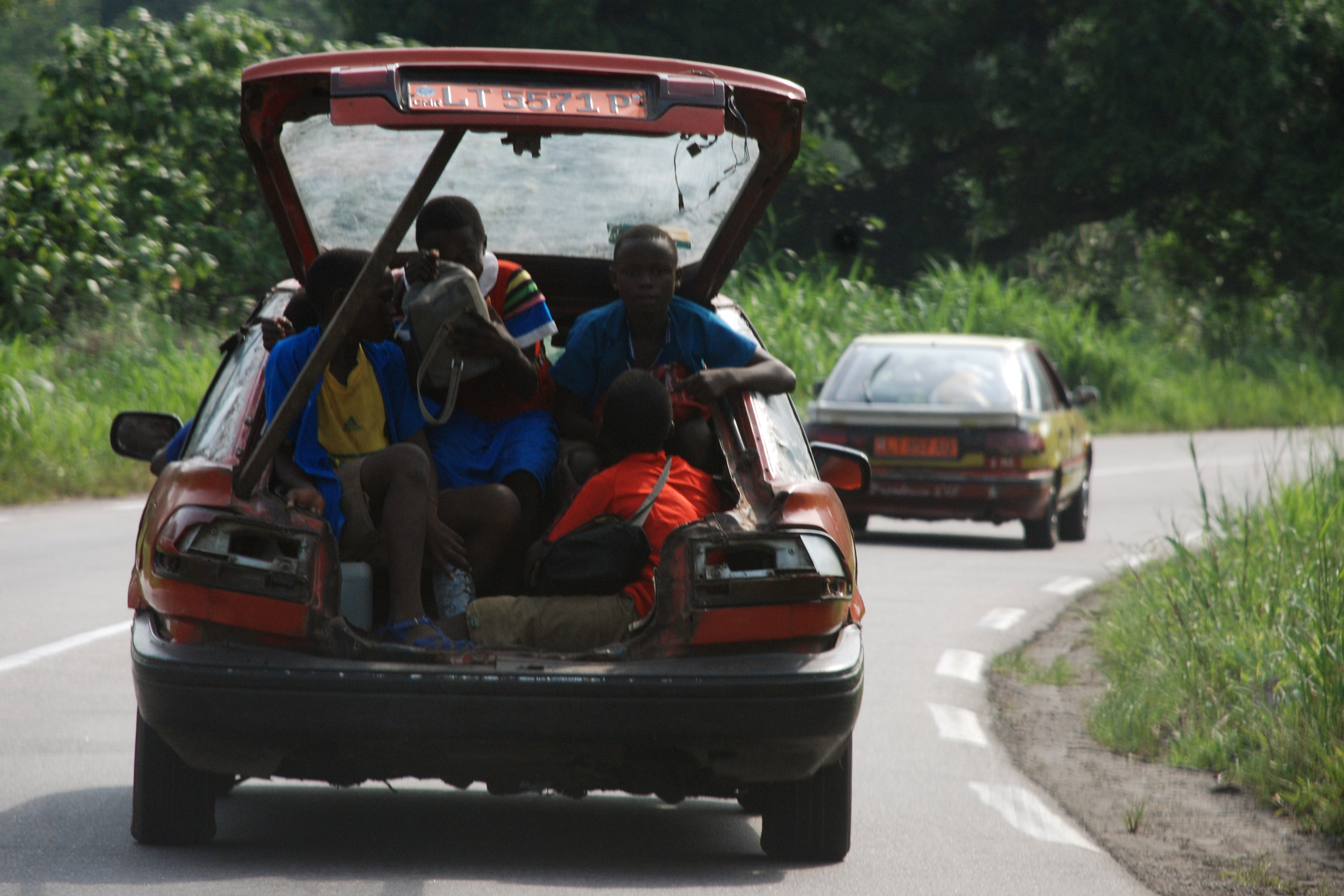
Transport de passagers dans la ville de Mbanga

Malgré cette importante activité économique du secteur primaire, le taux de chômage est élevé, environ 60 %, en raison de l'absence d'industries et de sociétés du secteur secondaire et tertiaire. Cette situation économique entraîne un fort exode rural, notamment en direction de Douala, capitale de la région, située à une soixantaine de kilomètres. Cette proximité explique aussi en partie le taux d'alphabétisation plus élevé que la moyenne nationale, beaucoup de parents de Mbanga envoyant leurs enfants étudier dans les écoles et lycées de Douala.
Les habitants sont en majorité des Bamilékés venus de la province de l'ouest du Cameroun et qui avaient été contraints de migrer durant la colonisation allemande pour travailler comme ouvriers dans les plantations de bananes, de café, d'ananas et de cacao. Ces populations ont par la suite fait venir leurs familles. La population autochtone, les Balong ba Mbanga, est minoritaire et la plupart vivent dans de petites banlieues éloignées du centre ville : Fiko, Ndoh 1, Ndoh 2, Dikouma, Ndom 1 et Ndom 2. Ces autochtones ont gardé de très bonnes relations avec les allogènes pendant plusieurs décennies mais celles-ci se dégraderaient depuis en raison de la réduction des espaces cultivables sous la pression des grandes compagnies industrielles de bananes et d'ananas. Ces tensions se traduisent par des revendications de droits de propriété et des procès concernant le foncier.

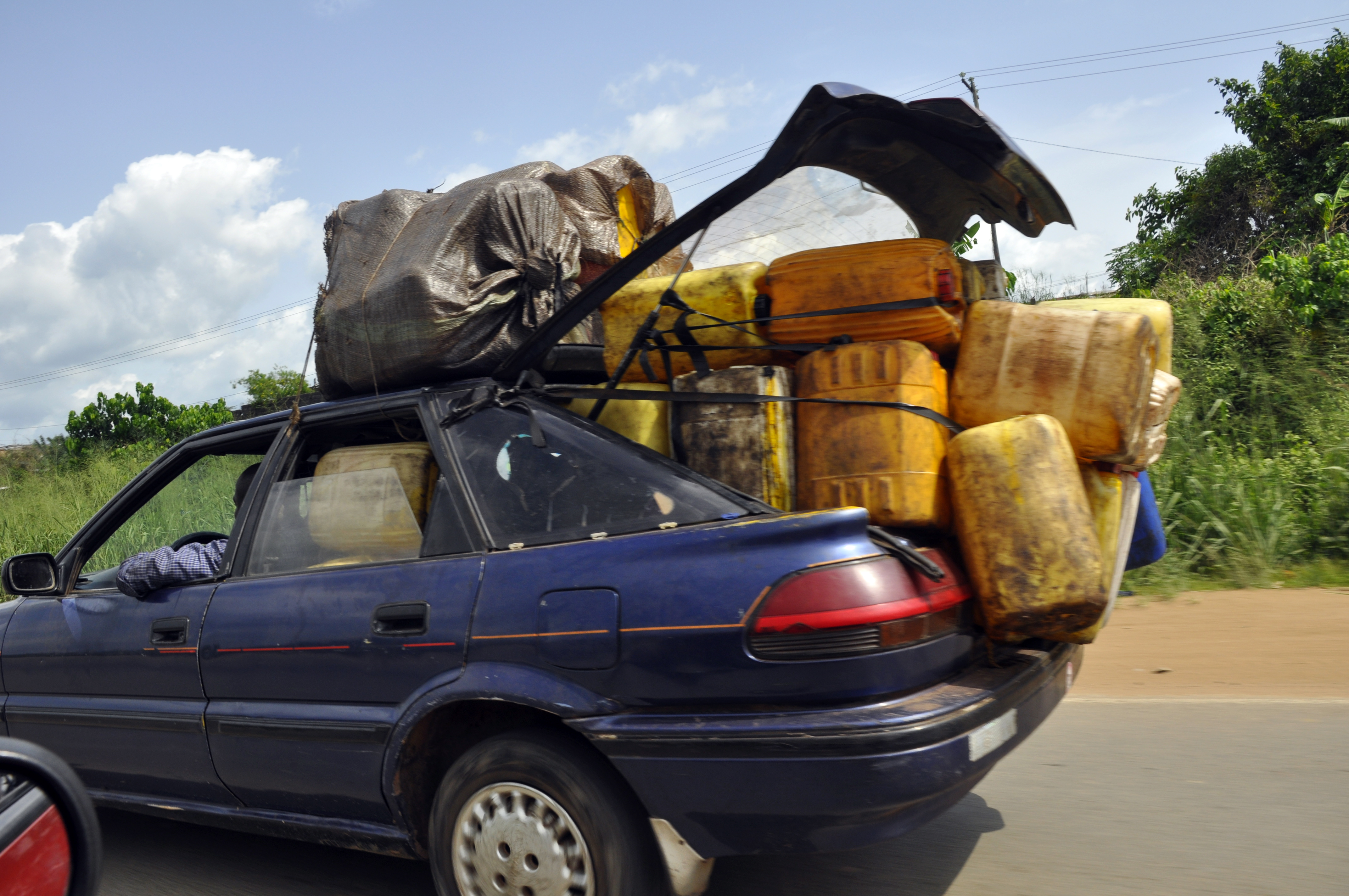
Transport de bidons d'huile dans la ville de Mbanga au Cameroun

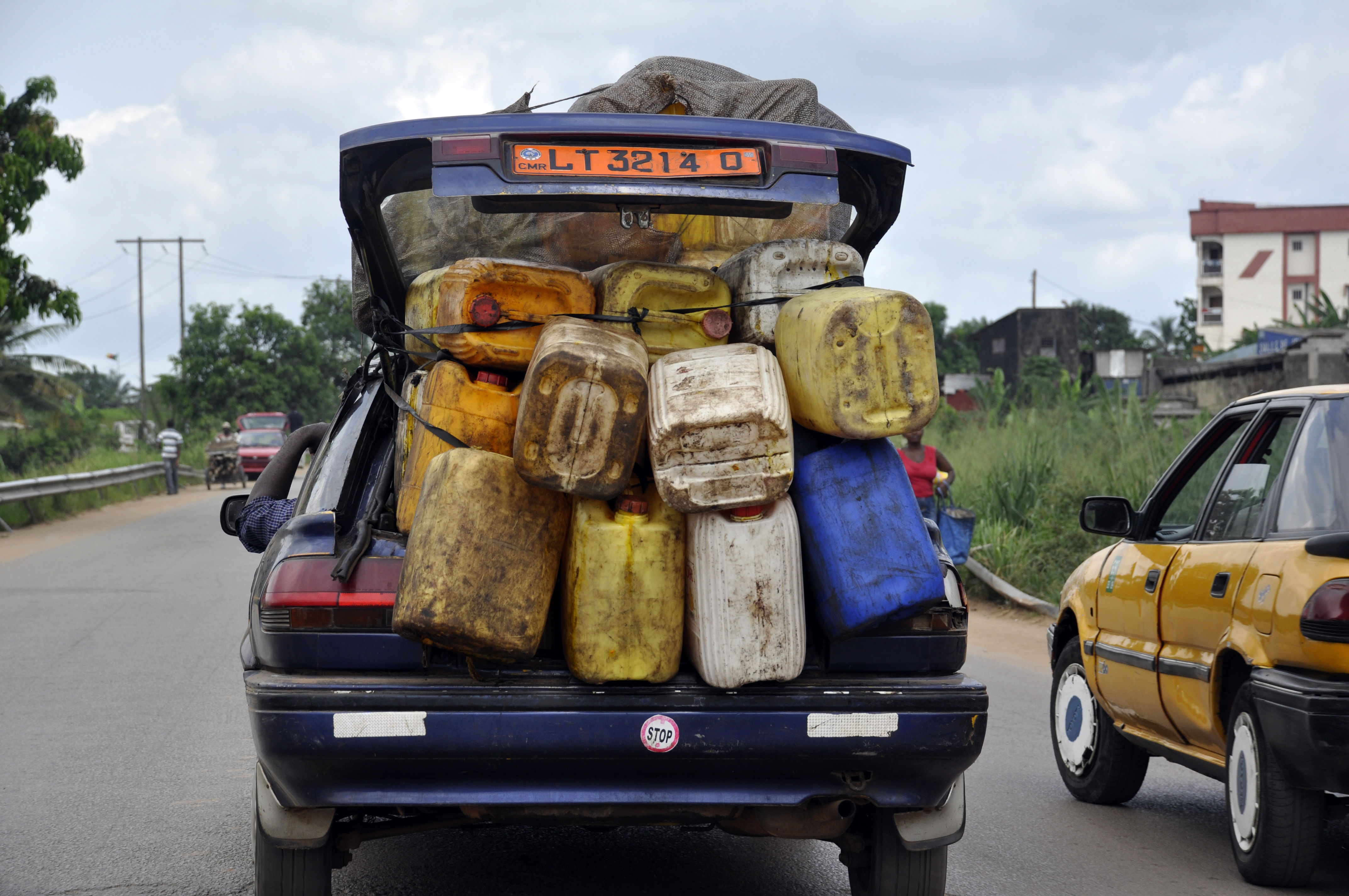
Transport des bidons à Mbanga près de Douala

## Structure administrative de la commune
Outre la ville de Mbanga proprement dite, la commune comprend les villages suivants  :
- Fiko
- Dikouma 1, Dikouma 2
- Ndoh I, Ndoh II, Ndoh III, Ndoh Beach,
- Ndom I, Ndom II
- Kombé, Kombé Route, Kombé Gare
- Kotto, Kotto Down, Kotto Nachtigal, Kotto Up
- Matouke
- Mouyouka, Muyuka Village, Muyuka 2a, Muyuka 2b
- Yoké

## Chefferies traditionnelles
L'arrondissement de Mbanga est le siège de l'une des quatre chefferies traditionnelles de 1er degré du département du Moungo :
- Chefferie Balong

## Enseignement
L'enseignement s'est développé à partir de 1948 avec l'arrivée des Frères des écoles chrétiennes, venus de Quebec. Ils fondèrent les écoles primaires puis le Cours Normal pour former les moniteurs des écoles primaires catholiques. Le collège catholique Saint Jean est fondé en 1952, avec deux filières : générale et technique. L'arrondissement compte trois établissement d'enseignement secondaire publics : Lycée bilingue de Mbanga, Lycée technique de Mbanga et le CES bilingue de Kotto-Mission.

## Cultes
Les paroisses catholiques de Notre-Dame-de-Lourdes de Mbanga-Moulong, Saint-Michel de Mbanga-Yoké, Saint Joseph le Charpentier de Mbanga-Balong relèvent de la zone pastorale de Mbanga du Diocèse de Nkongsamba.

## Sport et culture
Les infrastructures de loisir et sportives de Mbanga sont réduites ; il n'y a par exemple pas de piscine, de terrain de football ou encore de parc et d'aire de jeu. Le niveau sportif de la jeunesse de Mbanga est ainsi peu élevé par rapport au reste du pays, notamment au football. Cependant, dans les années 1970 et 1980, le club de football local, l'Étoile de Mbanga, avait une certaine popularité.

## Personnalités nées à Mbanga
La ville est entre autres connue grâce à un chanteur populaire, Lapiro de Mbanga, notamment avec son succès No make erreur, Nkop niè, Lefam so,....
- Léonard-Claude Mpouma, homme politique né à Mbanga le 6 novembre 1938[9].
- Lazare Kaptué (1939-2021), universitaire et virologue.
- Gibering Bol Alima, homme politique et diplomate, est né à Mbanga en 1942[10].